# Lucio Elio Lamia
Lucio Elio Lamia (latino: Lucius Aelius Lamia; ... – 33) è stato un console romano di età imperiale, in carica per l'anno 3, insieme a Marco Servilio.
Aveva un figlio, Tiberio Plauzio Silvano Eliano, che venne adottato da Marco Plauzio Silvano. 
In seguito servì come governatore dal 4 al 6 in Germania poi in Pannonia (11-14?). Nel biennio 15-16 fu proconsole in Africa. Anche se fu nominato nel 21 governatore della Siria (carica che mantenne fino al 32), di fatto Tiberio gli impedì di visitare la provincia. Dal 32 alla morte servì Roma con la carica di praefectus urbi.
La gens degli Aelii Lamiae si era (auto)creata una genealogia mitica che la faceva risalire a Lamo, re dei Lestrigoni. Nella sua Eneide, Virgilio dà una versione alternativa, secondo la quale il nome Lamia perpetuava quelli di Lamiro e Lamo, due guerrieri rutuli decapitati nel sonno da Niso. 
Al console del 3, amico intimo dell'imperatore Tiberio, può farsi risalire la cessione delle proprietà ubicate a Roma sul colle Esquilino (Horti Lamiani) al demanio imperiale.